# Fastów
Fastów (ukr. Фастів, Fastiw) – miasto na Ukrainie, stolica rejonu w obwodzie kijowskim. Około 44 tys. mieszkańców (2024).
Do XIX wieku oficjalna nazwa miasta to „Chwastów”.  

## Historia
Wyludnione na skutek tatarskich najazdów tereny w XVI wieku szlachcic Filon Hulkiewicz przekazał biskupowi kijowskiemu Jakubowi Woronieckiemu, a zaczął je kolonizować biskup Józef Wereszczyński, który uczynił osadę siedzibą katolickich biskupów kijowskich, którzy uczynili z Fastowa ośrodek swojej domeny biskupiej. Biskup Wereszczyński ufundował też tutaj parafię i kościół, a nawet założył drukarnię.
Był miastem duchownym Rzeczypospolitej Obojga Narodów.
W 1596 roku nowo założone miasteczko najechał Kiryk Rużyński dziedzic Pawołoczy i zrabował sprzęty kościelne. Pomimo tego Fastów szybko się rozwijał co spowodowało, że król Zygmunt III Waza wydał w 1601 r. przywilej o nadaniu mu praw miejskich.
W 1620 roku biskup Radoszewski sprowadził tu zakon jezuitów i wybudował basztę obronną. Jezuici wkrótce wybudowali tu kościół i szkołę.

W czasie wojen kozackich wśród celebry, przy wystawieniu Przenajśw. Sakramentu, gdy kapłan śpiewał Salvum fac; usłyszano płacz rzewny, głos boleści. (...) Sakramentem głos nadludzki dał się słyszéć, jęk bolesny przed wojnami, które kościół i kraj cały zniszczyć miały.

16 lutego 1649 roku kozacy najechali na miasto podczas jarmarku i zamordowali 13 szlachciców. W tym samym roku na miasteczko najechali Tatarzy, którzy wymordowali mieszkańców.
Po bitwie pod Wiedniem miasteczko było siedzibą Semena Paleja, który je ufortyfikował i stąd wyprawiał się na rabunek. W latach 1702–1704 miasteczko znajdowało się na terenie ogarniętym powstaniem Semena Paleja stłumionym przez hetmana Adama Mikołaja Sieniawskiego. Po powstaniu Paleja miasteczko znowu było wyludnione tak bardzo, że w 1714 roku mieszkała w nim 1 osoba.

Ponowne zasiedlanie rozpoczął biskup Jan Joachim Tarło, a potem biskup Samuel Ożga, który zbudował tu w 1723 r. kościół katolicki. Od XVIII wieku była to także siedziba jednego z trzech dekanatów katolickiej Diecezji Kijowskiej. W 1749 i 1750 Fastów ponownie ucierpiał, tym razem w wyniku najazdu hajdamaków, co spowodowało, że w 1751 roku stanęła tu dla ochrony chorągiew milicji wojewódzkiej. 

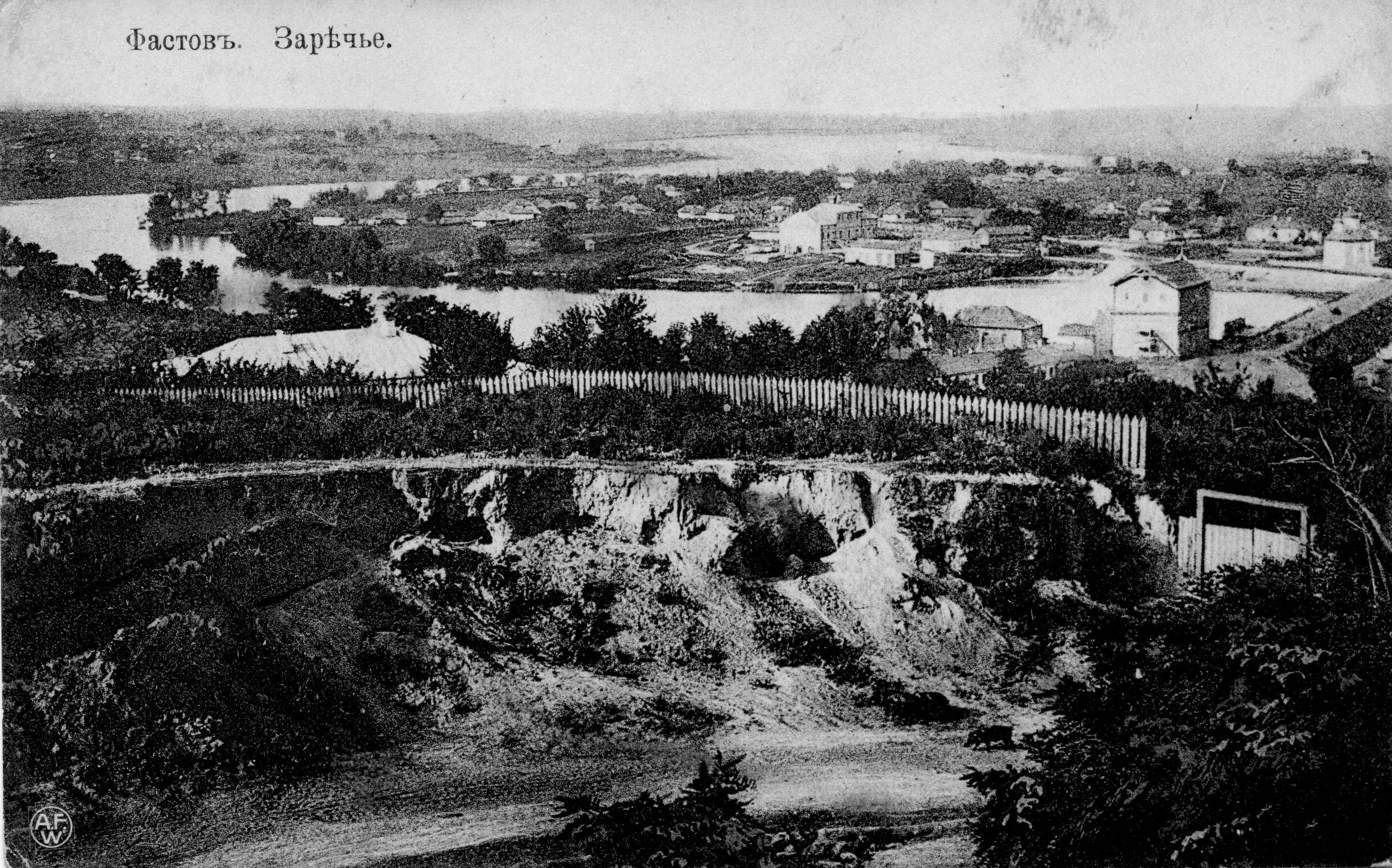
Fastów przed 1917 rokiem

W 1768 podczas koliszczyzny zbuntowani chłopi ruscy i kozacy urządzili w mieście pogrom ludności żydowskiej i szlachty polskiej, a także okradli i spalili kościół.
W 1787 roku przez miasteczko przejeżdżał król Stanisław August Poniatowski. W 1789 stacjonował tu 2 Pułk Przedniej Straży Buławy Wielkiej Koronnej. W 1791 roku zbudowano nowy kościół Podwyższenia Krzyża Świętego.
Od 1793 roku na skutek II rozbioru Polski miasto znalazło się w granicach Rosji. W XIX wieku doprowadzono tu kolej. W 1903 roku miejscowi Polacy rozpoczęli budowę murowanego kościoła katolickiego.
We wrześniu 1919, podczas rosyjskiej wojny domowej, oddziały białogwardzistów dokonały pogromu ludności żydowskiej, mordując 1300–1800 osób. Na skutek pogromu dzielnica żydowska została zrujnowana. Podczas wyprawy kijowskiej w 1920 roku około 1 maja miasto zajęły wojska polskie i pozostały w nim około miesiąca. Zdobyto wtedy bolszewicki pociąg pancerny Postrach nr 2. Po 28 maja 1920 przeniosła się do Fastowa z Białej Cerkwi polska 7 Eskadra Myśliwska im. Tadeusza Kościuszki. W latach 1941–1943 pod okupacją niemiecką.
Podczas okupacji hitlerowskiej, w sierpniu 1941 roku Niemcy utworzyli getto dla żydowskich mieszkańców. Przebywało w nim około 1200 osób. 6 października 1941 roku Niemcy zlikwidowali getto, a Żydów zamordowali. 
Od 1991 roku w granicach Ukrainy.

## Zabytki
- Kościół rzymskokatolicki pw. Podwyższenia Krzyża wybudowany w latach 1903–1911 z żółtej cegły według projektu działającego w Odessie polskiego architekta Władysława Dąbrowskiego[9][10]. Fundusze na budowę pochodziły ze zbiórki miejscowych Polaków przy dużym udziale Maria Branickiej z Białej Cerkwi[9]. Architektura kościół stanowi unikatowy przykład połączenia stylu neogotyckiego z elementami neoromańskimi i modernistycznymi. W 1934 r. komuniści odebrali kościół katolikom i zamienili na magazyn. Remont kościoła został przeprowadzony w 1991 dzięki głównie inicjatywie tutejszego proboszcza parafii Zygmunta Kozara (1937–2003). Naprzeciwko kościoła w latach 90. XX w. został odrestaurowany także budynek katolickiego seminarium duchowego.
- Cerkiew Pokrowska z dzwonnicą
- Park Młodzieżowy
- Muzeum Lokalne

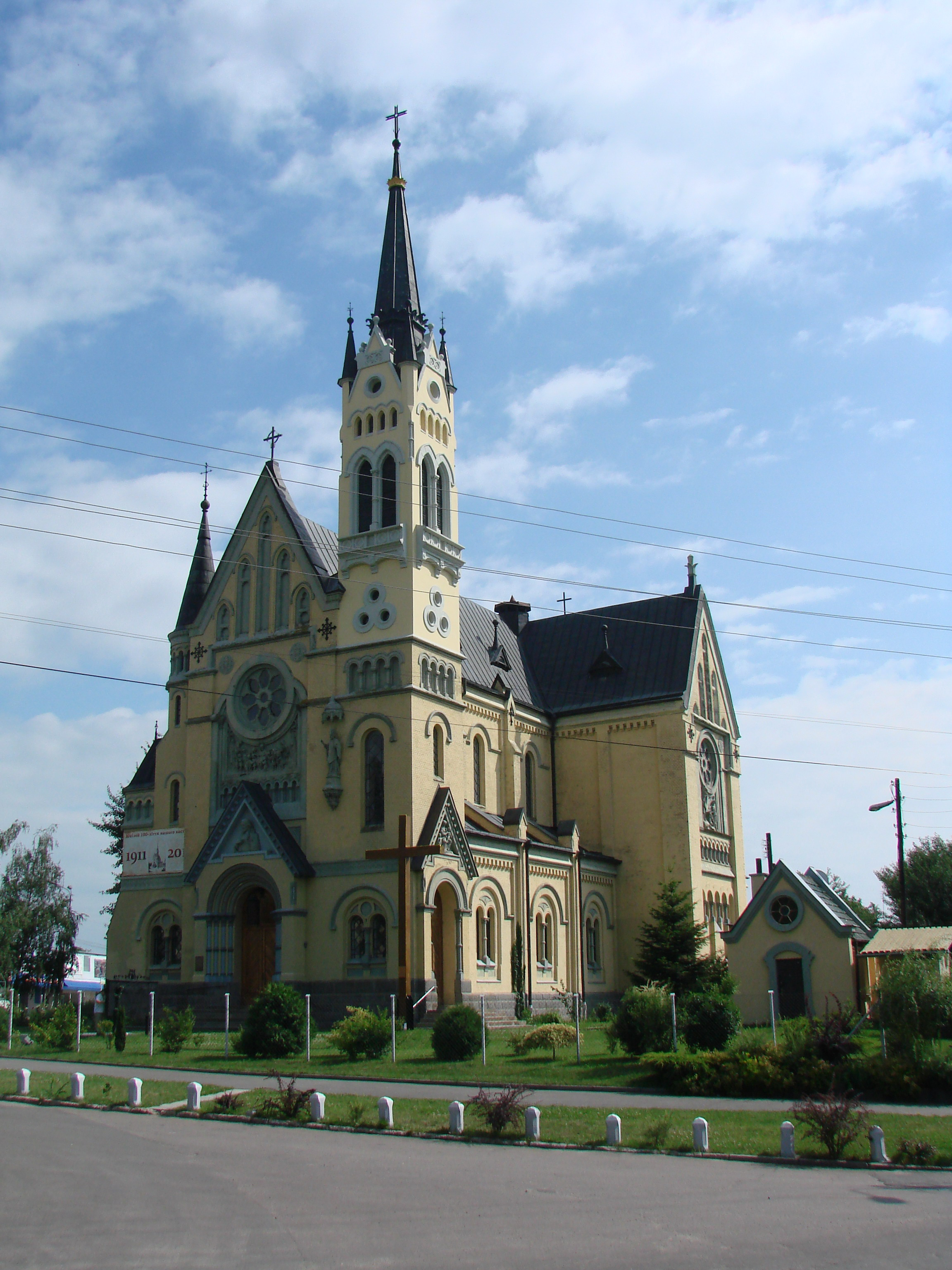
Kościół Podwyższenia Krzyża
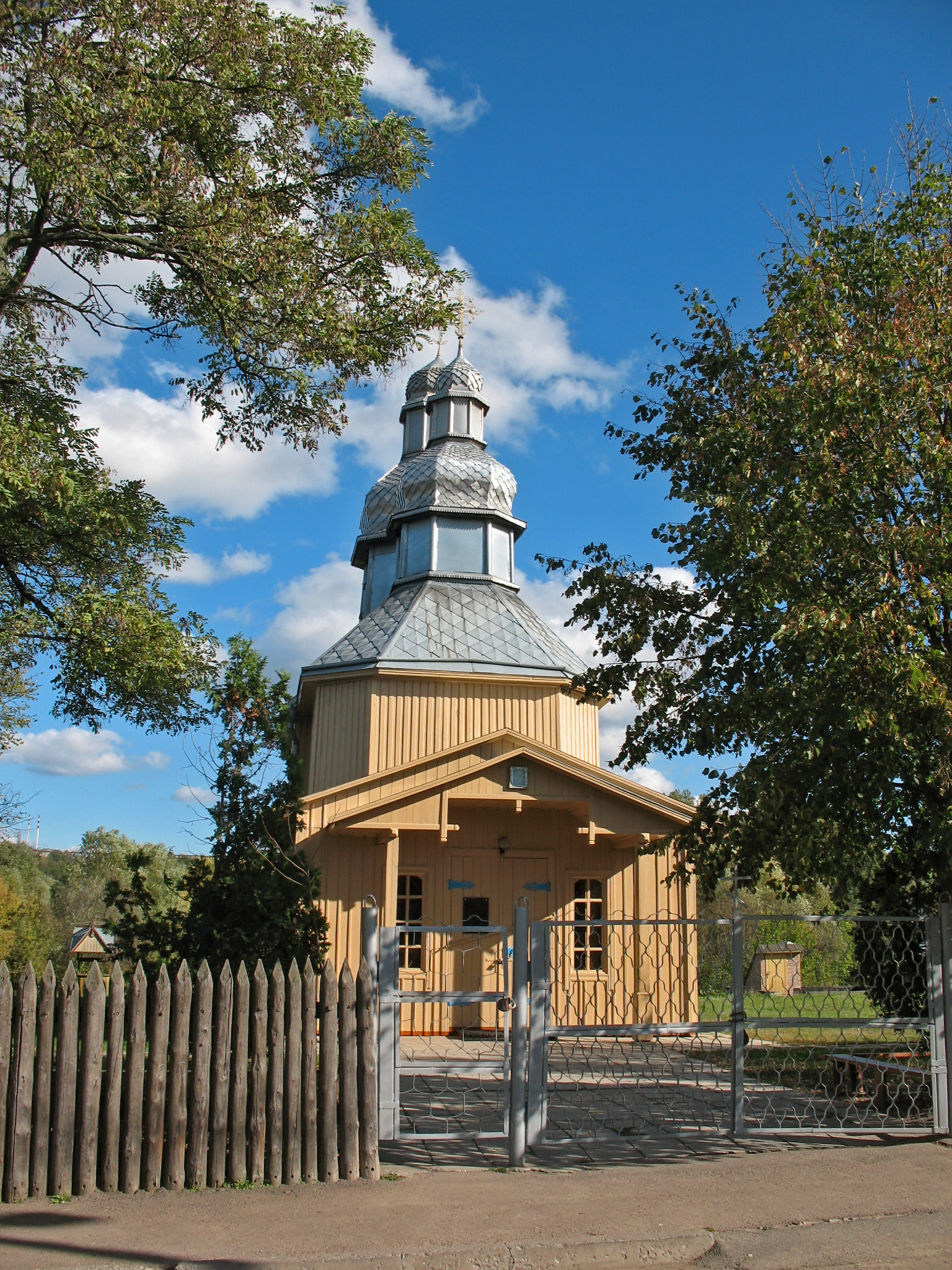
Cerkiew Pokrowska
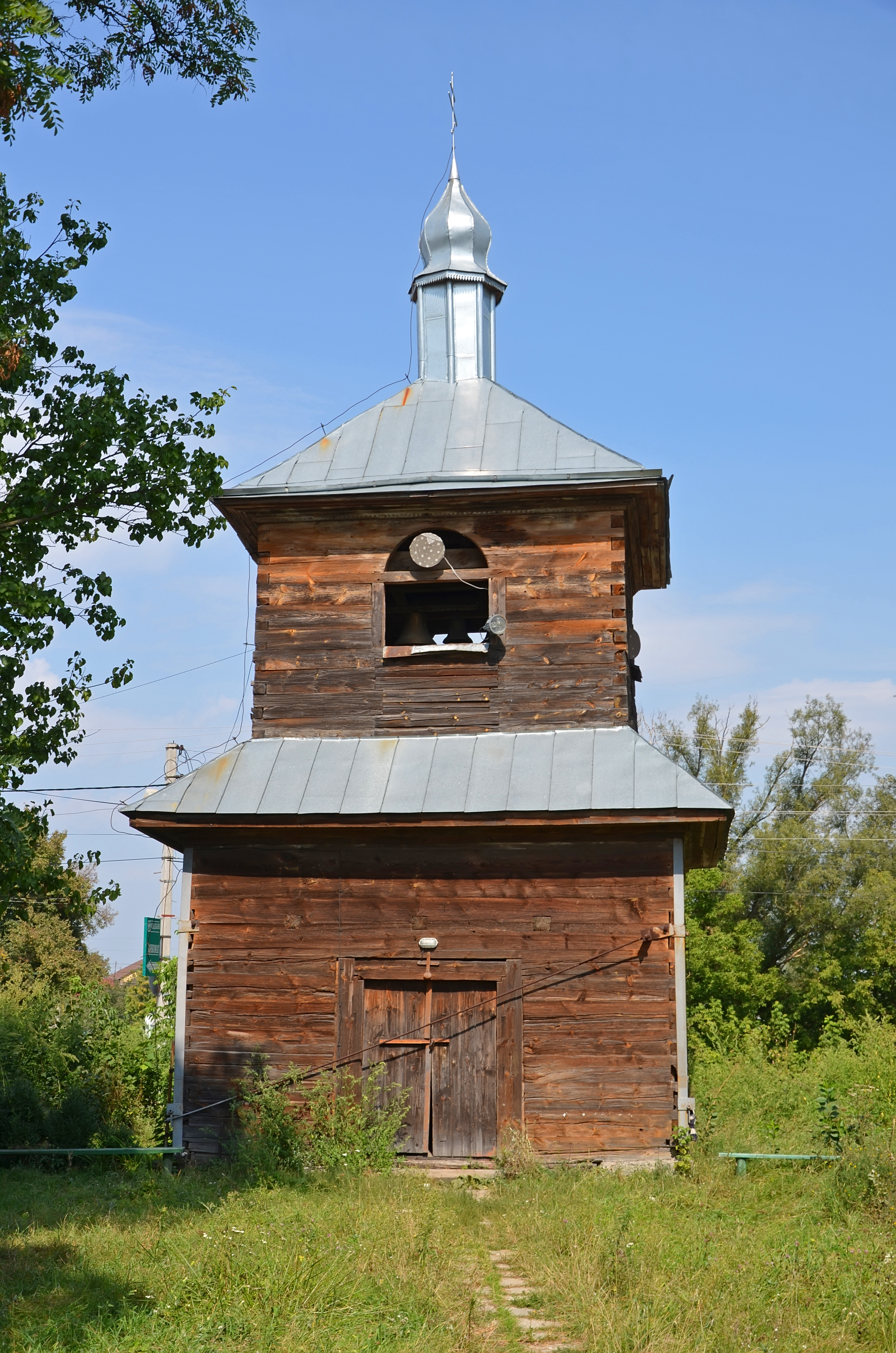
Dzwonnica przy cerkwi
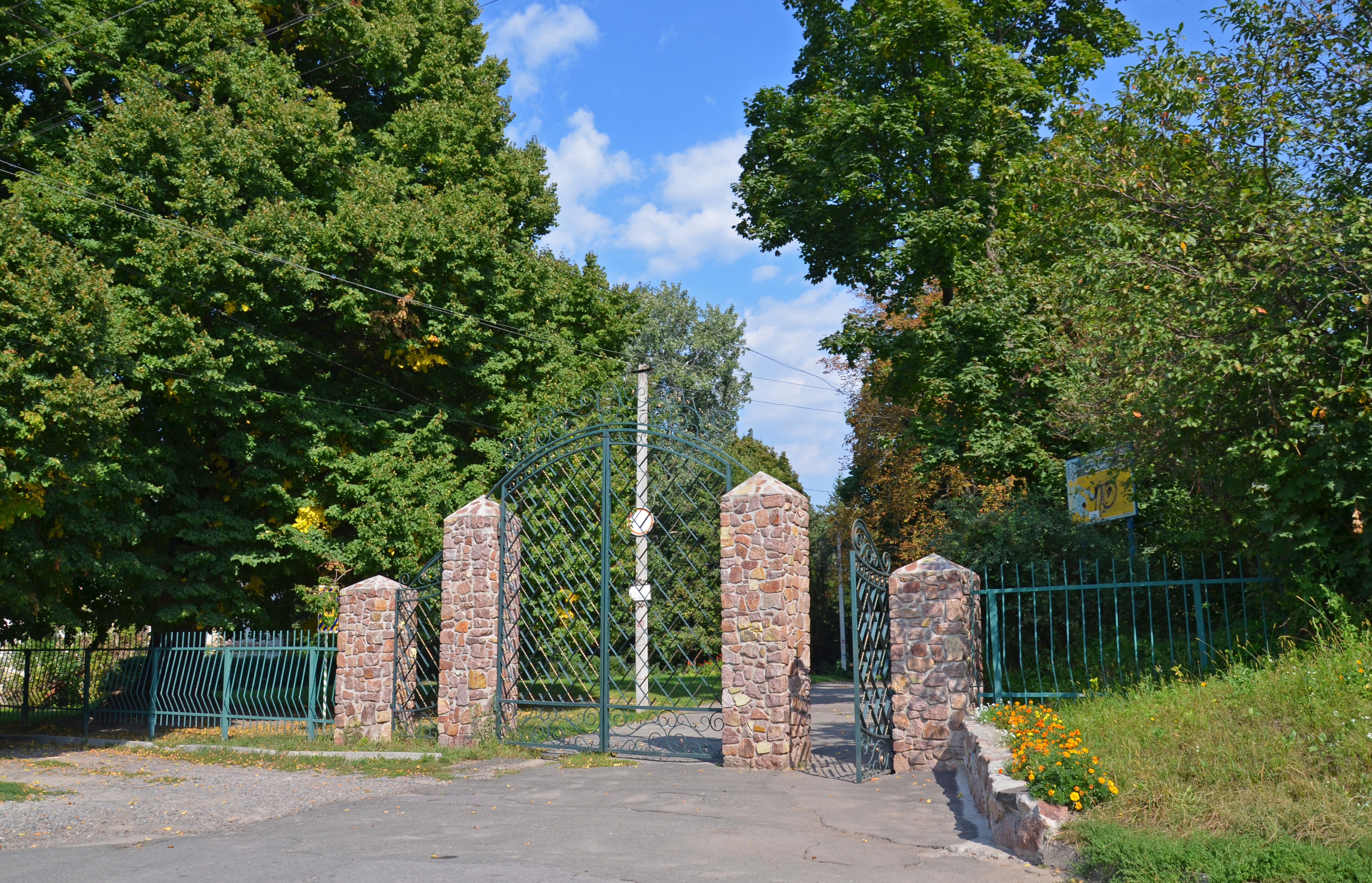
Park Młodzieżowy
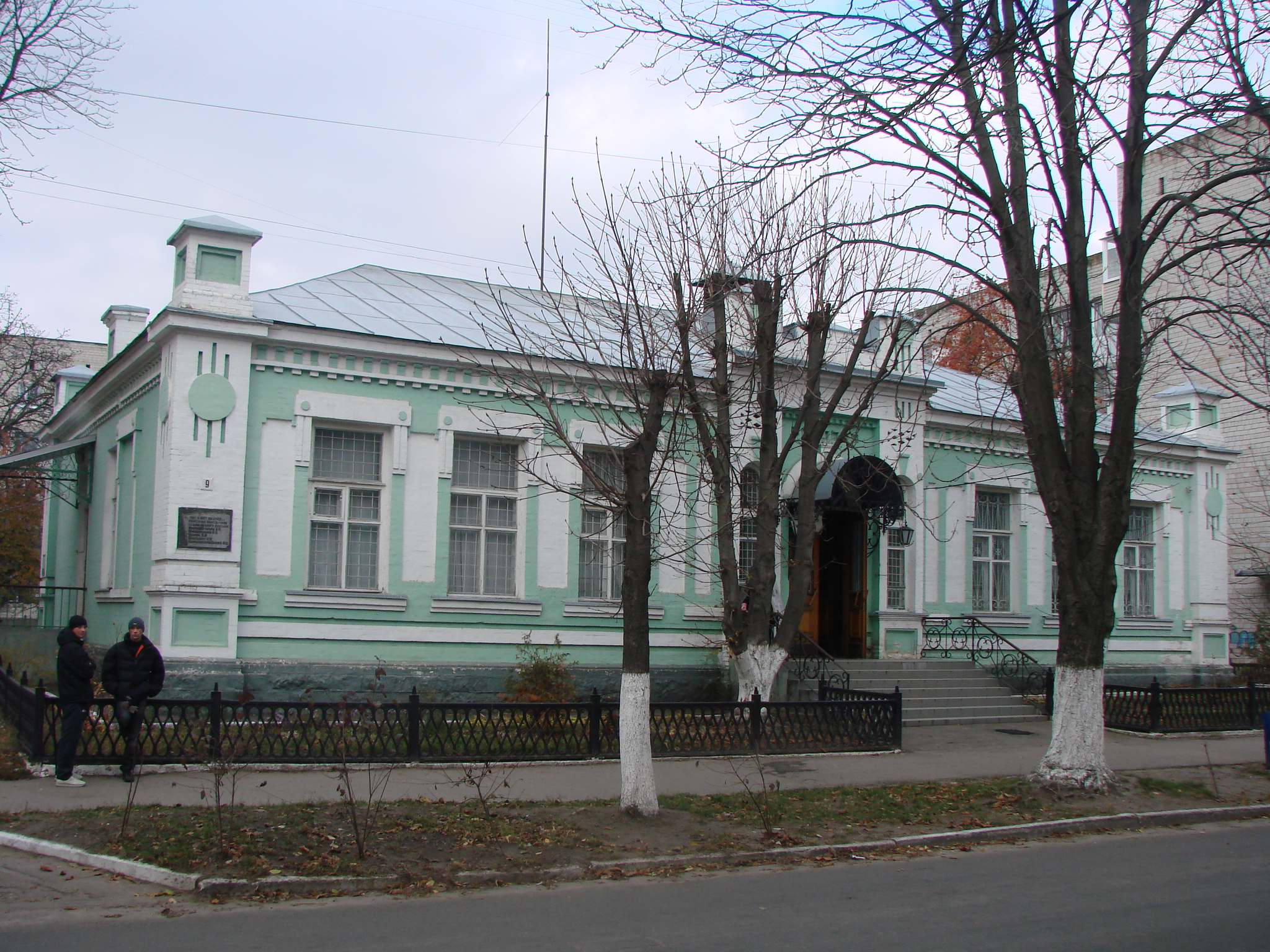
Muzeum Lokalne

## Gospodarka
W mieście rozwinął się przemysł maszynowy, odzieżowy, meblarski oraz spożywczy.

## Wspólnoty wyznaniowe
Obecnie posługę w parafii rzymskokatolickiej sprawują dominikanie, którzy w 2005 r. otworzyli i prowadzą ośrodek pomocy – Dom św. Marcina de Porres dla dzieci zaniedbanych środowiskowo i dzieci ulicy.